# Hirtodrosophila duncani
Hirtodrosophila duncani là một loài ruồi trái cây Bắc Mỹ, trong chi Hirtodrosophila. Vị trí phân loại của nó không rõ ràng trong một thời gian dài do chỉ có một cá thể đực duy nhất được nghiên cứu, nhưng các nghiên cứu phân tử gần đây cho thấy nó có quan hệ gần gũi với Sophophora Tân thế giới.